# Ivo Scapolo
Ivo Scapolo (Terrassa Padovana, 24 de julio de 1953) es un arzobispo y diplomático italiano.
Nacido el 24 de julio de 1953 en Terrassa Padovana, una localidad italiana perteneciente a la provincia de Padua. Es ordenado sacerdote el 4 de junio de 1978 en Padua, Italia. Doctor en Derecho Canónico, entra al servicio diplomático de la Santa Sede el 1 de mayo de 1984. Dentro de ese departamento sirvió en las representaciones pontificias de Angola, Portugal, Estados Unidos y en la Sección para las Relaciones con los Estados de la Secretaría de Estado de la Santa Sede.
El 26 de marzo de 2002 es designado nuncio apostólico en Bolivia, siendo nombrado también arzobispo titular de Tagaste. Recibió la consagración episcopal el 12 de mayo de 2002 de manos del cardenal Angelo Sodano. Se mantuvo en este cargo hasta el 17 de enero de 2008, cuando fue nombrado nuncio apostólico en Ruanda.
Fue elegido por el papa Benedicto XVI para reemplazar a Giuseppe Pinto como nuncio apostólico en Chile el 15 de julio de 2011, luego de que este último fuera destinado a Filipinas. El 29 de agosto de 2019, el papa Francisco lo designó nuncio apostólico en Portugal.